# Mieczysław Ledóchowski
Pour les autres membres de la famille, voir Famille Ledóchowska.
Mieczysław Jan Halka-Ledóchowski armoiries Szaława, né le 29 octobre 1822 et mort le 22 juillet 1902, est un aristocrate et cardinal polonais, archevêque titulaire de Thèbes (de), nonce apostolique en Belgique (en) (1861-1866) ; archevêque de Gniezno et primat de Pologne (1866-1896),  préfet de la Congrégation pour évangélisation. Il se rend célèbre en prenant parti contre la politique de Kulturkampf de Bismarck, ce qui lui valut d'être emprisonné puis expulsé de Prusse.

## Histoire
Fils de Józef Zachariasz Ledóchowski (pl) et Maria Rozalia née Zakrzewska, Mieczysław Ledóchowski naît à Górki dans le diocèse de Sandomierz. Cette région de la Pologne, disparue politiquement depuis les partages, faisait partie du royaume du Congrès sous tutelle de la Russie impériale.
Après des études à Radom et à Varsovie, il entre à l'Académie pontificale ecclésiastique, école des futurs diplomates du Saint-Siège à Rome dont il sort diplômé en théologie et en droit en 1845. La même année, il est ordonné prêtre. Sa première mission auprès du Saint-Siège, qu'il remplit l'année suivante, consiste à remettre deux chapeaux de cardinal en Espagne. À partir de 1851, il est affecté à la diplomatie. Il est auditeur à la nonciature de Lisbonne (en) en 1852 et délégué apostolique en Colombie (en) en 1856. Il est consacré le 3 novembre 1861 par le cardinal Camillo Di Pietro avec comme co-consécrateurs Salvatore Nobili Vitelleschi et Alessandro Franchi, et en 1862 il est nonce en Belgique (en). Nommé évêque de Posen et de Gniezno, siège qui dans la tradition de l'Église polonaise lui confère le titre de primat de Pologne, il retourne en Pologne en décembre 1866, dans la partie administrée par la Prusse. Il accepte ce poste à contrecœur, en se sentant mis à l'écart de la grande diplomatie de l'Église. En Pologne, il est perçu comme conservateur et loyaliste envers les occupants et accueilli sans enthousiasme.
C'est pendant la politique du Kulturkampf menée par Bismarck et le Dr Falk pour consolider l'unité culturelle du nouvel Empire allemand que l'attitude du primat Ledóchowski change. Dans un contexte de pangermanisme croissant, les catholiques, et les Polonais en particulier, sont choisis par l'État allemand comme cibles : l'usage du polonais est interdit dans l'enseignement et le catéchisme. À l'annonce des lois de mai 1873 qui soumettent le clergé au contrôle de l'État et obligent à enseigner le catéchisme en allemand, Ledóchowski proteste énergiquement et interdit aux ecclésiastiques responsables des chaires de religion d’enseigner en allemand. Il s’ensuit la mise à pied de l’archevêque et le renvoi de nombreux professeurs. Ledóchowski refuse de donner sa démission comme le lui demande Bismarck. En février 1874 l’archevêque de Poznań et Primat de Pologne est arrêté avec de nombreux dignitaires de l'Église de Prusse. Il restera prisonnier pendant deux ans à la forteresse d'Ostrowo. Pie IX lui donne alors le chapeau de cardinal. Les cardinaux, selon la loi allemande, doivent être traités sur un pied d'égalité avec les membres de la famille royale et ne peuvent pas être emprisonnés. En 1876, l'archevêque est donc libéré et expulsé de Prusse.
Mgr Ledóchowski se réfugie à Rome d'où il continue à administrer son archidiocèse. En 1878, il est le seul cardinal polonais au XIXe siècle à participer au conclave. Il devient ensuite un proche collaborateur du nouveau pape Léon XIII. 

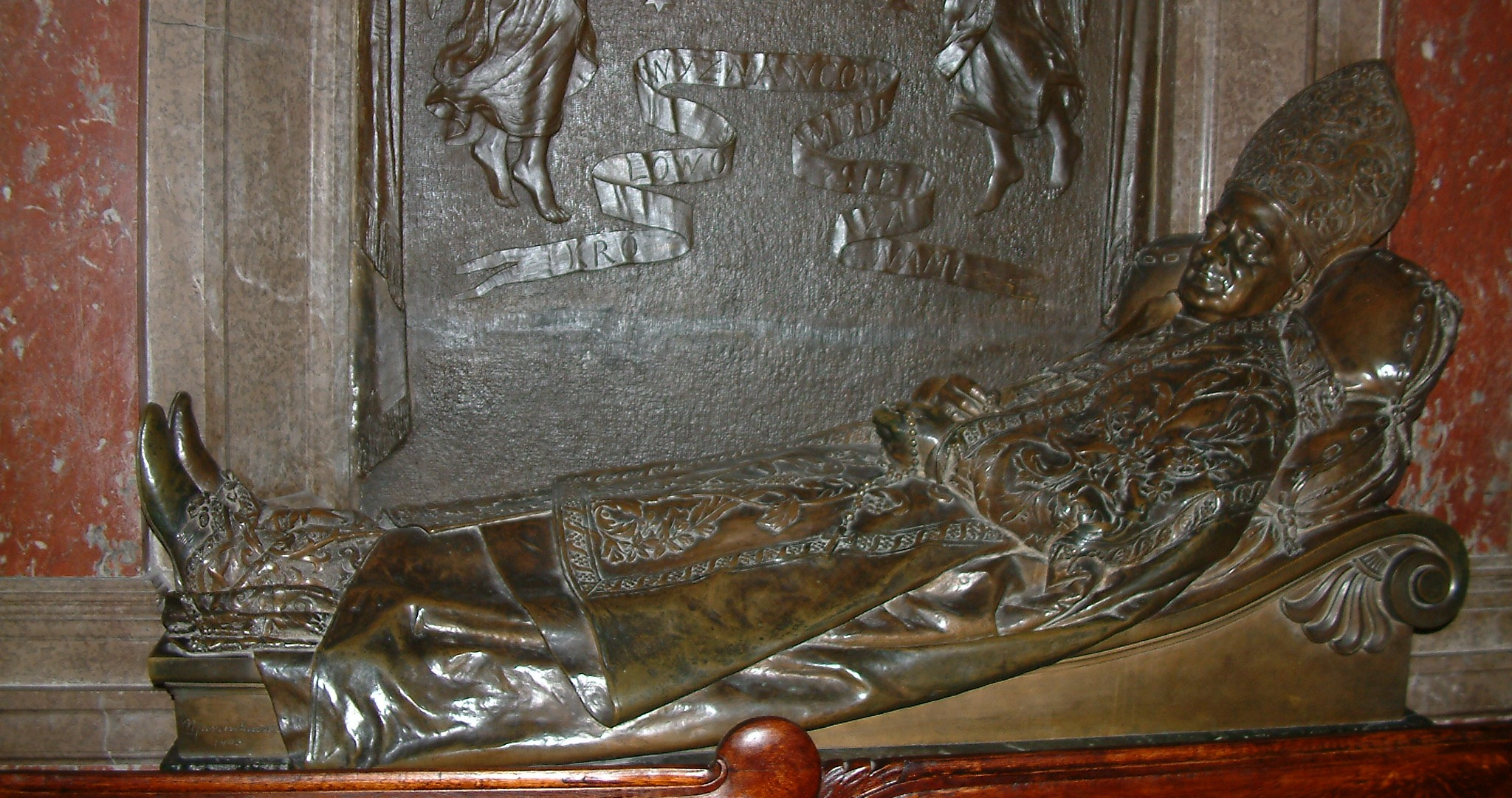
La tombe du cardinal Mieczysław Ledóchowski à la cathédrale de Poznan.

Lorsque l'Allemagne entame les négociations avec le Saint Siège, le pape lui demande de démissionner de ses archevêchés, c'est ce qu'il fait en 1886. En 1892, il est nommé préfet de la Sacrée congrégation de la propagande de la foi, office qu'il remplit jusqu'à sa mort. 
Ledóchowski décède le 22 juillet 1902 à Rome. Ses cendres reposent dans la cathédrale de Poznań. Son cœur se trouve derrière la plaque commemorative avec son image dans la cathédrale de Gniezno.

## Honneurs
Il a reçu le titre de docteur honoris causa de l'Université Jagellonne de Cracovie en 1900.

## Famille
Mgr Ledóchowski est l'oncle d'Urszula Ledóchowska, canonisée par l'Église et fondatrice des Ursulines grises, oncle de la bienheureuse Maria-Teresa Ledóchowska, fondatrice des Missionnaires de Saint-Pierre-Claver, et oncle du T.R.P. Włodzimierz Ledóchowski , général des Jésuites.

## Succession apostolique
La succession apostolique est :
- Évêque Józef Cybichowski (pl) (1867)
- Évêque Jan Chryzostom Janiszewski (pl) (1871)
- Cardinal Jan Maurycy Paweł Puzyna de Kosielsko (1886)